# التوجية التلفزيوني
التوجيه التلفزيوني (TGM) هو نوع من أنظمة توجيه الصواريخ باستخدام كاميرا تلفزيونية في الصاروخ أو القنابل الموجهه التي ترسل إشاراتها مرة أخرى إلى منصة الإطلاق. يراقب الجندي المتحكم بالسلاح ويوجه الصاروخ باستخدام بث على شاشة التلفزيون ويرسل تصحيحات للصاروخ، عادة عبر رابط تحكم راديوي. التوجيه التلفزيوني ليس ذاتي التوجيه لأنه غير مؤتمت بالكامل، على الرغم من أنه يعتمد على أنظمة الـطياران الذاتية.
أُسْتُكْشِفَ هذا المفهوم لأول مرة من قبل الألمان خلال الحرب العالمية الثانية كسلاح مضاد للسفن من شأنه أن يبقي طائرة الإطلاق بعيدة عن نطاق المدافع المضادة للطائرات المستهدفة. كان أفضل مثال طُوِّر هو Henschel Hs 293 ، لكن الإصدارات الموجهة من التلفزيون لم تشهد استخدامًا تشغيليًا. جربت الولايات المتحدة أيضًا أسلحة مماثلة خلال الحرب، مثل GB-4. تم استخدام أعداد صغيرة فقط بشكل تجريبي، وكانت النتائج معقولة.
اُسْتُخْدِمَت العديد من الأنظمة عملياً بعد الحرب العالمية الثانية. أُلْغِيَ مشروع الخنزير الأزرق البريطاني بعد اختبارات مكثفة، ولكن أعيد النظر فيه لاحقًا وربطه بصاروخ مارتل.
لم يُسْتَخْدَم التوجيه التلفزيوني على نطاق واسع، حتى أن إخترعت القنابل الموجهة بالليزر وأسلحة نظام تحديد المواقع العالمي قد حل محلها بشكل عام. ومع ذلك، تظل مفيدة عند الحاجة إلى أساليب معينة أو دقة إضافية. كان أحد الاستخدامات الشهيرة هو الهجوم على منصة النفط سي آيلاند خلال حرب الخليج، الأمر الذي تطلب دقة بالغة.

## الجهود الألمانية

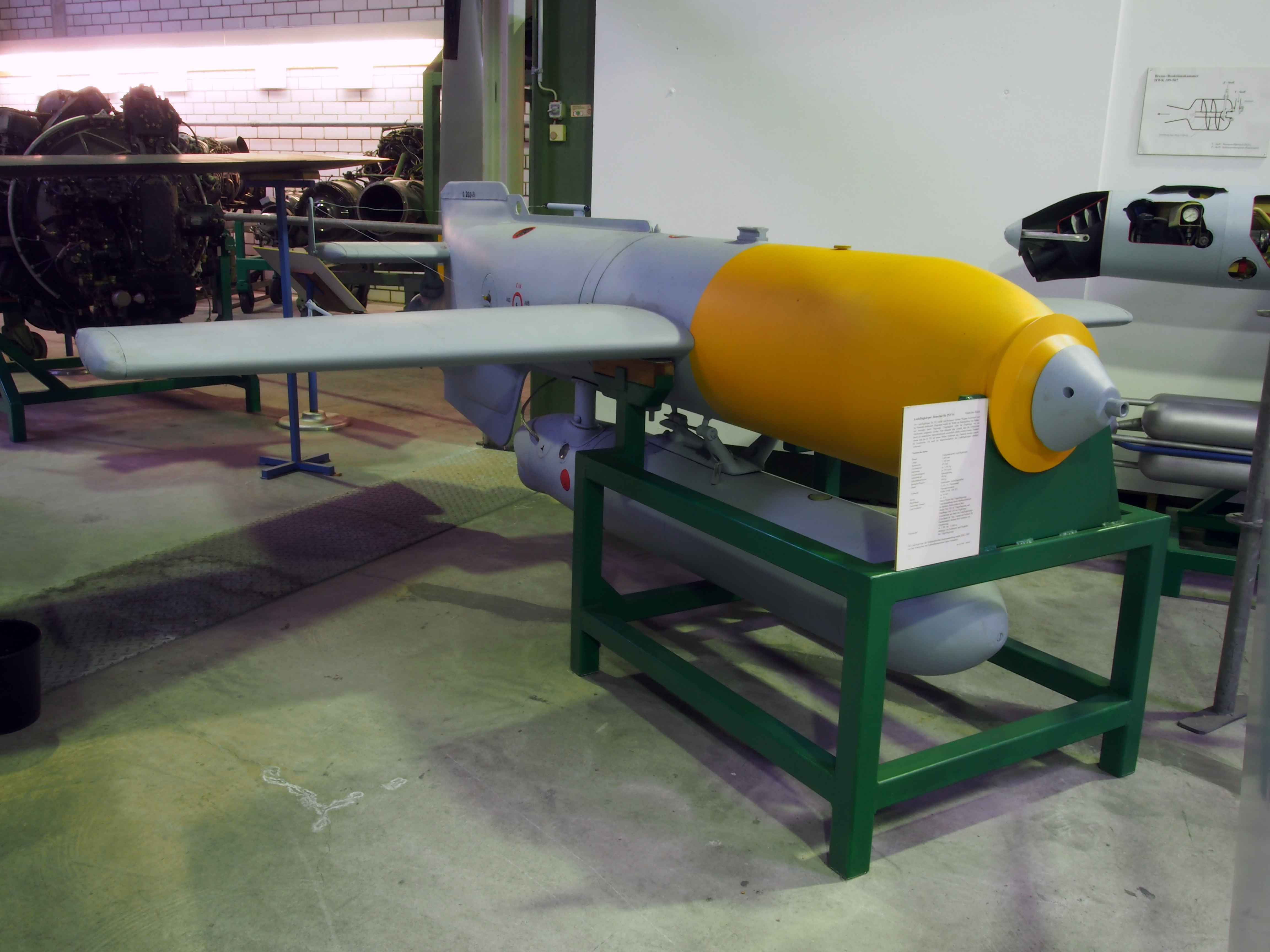
أُنْتِجَ Hs 293 في عدد من الإصدارات ، مثل هذا النموذج التجريبي المبكر (V4). كان للنموذج D أنف ممتد يحمل الكاميرا ، وهوائي Yagi في الخلف لإرسال الإشارة إلى طائرة الإطلاق.